# Özvegy indigószajkó
A özvegy indigószajkó (Cyanocorax beecheii) a  madarak osztályának verébalakúak (Passeriformes) rendjébe és a varjúfélék (Corvidae) családjába tartozó faj.

## Rendszerezése
A fajt Nicholas Aylward Vigors ír politikus és zoológus írta le 1829-ben, a Pica nembe Pica Beecheii néven.

## Előfordulása
Mexikó nyugati részén honos. Természetes élőhelyei a szubtrópusi vagy trópusi száraz erdők, mangroveerdő és cserjések. valamint másodlagos erdők. Állandó, nem vonuló faj.

## Megjelenése
Testhossza 40 centiméter.

## Természetvédelmi helyzete
Az elterjedési területe nagyon nagy, egyedszáma 20000-49999 példány közötti és csökken. A Természetvédelmi Világszövetség Vörös listáján nem fenyegetett fajként szerepel.